# Estación de Abrera
Abrera es una estación de las líneas S4, R5 y R50 de la Línea Llobregat-Anoia de FGC situada al este del centro del casco urbano de Abrera en la comarca del Bajo Llobregat. Esta estación se inauguró el 29 de marzo del 1922 con la apertura del tramo  Martorell -  Olesa de Montserrat, que estaba enmarcada en la construcción de la línea  Martorell -  Manresa. 
| << cabecera                  | < estación        | línea            | estación >          | cabecera >>         |
| ---------------------------- | ----------------- | ---------------- | ------------------- | ------------------- |
| Línea Llobregat-Anoia de FGC |                   |                  |                     |                     |
| Barcelona-Plaza España       | Martorell Enlace  |                  | Olesa de Montserrat | Olesa de Montserrat |
| Barcelona-Plaza España       | Martorell Enlace  | Manresa Baixador | Olesa de Montserrat |                     |
| Barcelona-Plaza España       | Martorell Central |                  | Olesa de Montserrat |                     |

- Datos: Q8779191